# Quévreville-la-Poterie
Quévreville-la-Poterie is een gemeente in het Franse departement Seine-Maritime (regio Normandië) en telt 950 inwoners (2004). De plaats maakt deel uit van het arrondissement Rouen.

## Geografie
De oppervlakte van Quévreville-la-Poterie bedraagt 4,7 km², de bevolkingsdichtheid is 202,1 inwoners per km².
De onderstaande kaart toont de ligging van Quévreville-la-Poterie met de belangrijkste infrastructuur en aangrenzende gemeenten.

## Demografie
Onderstaande figuur toont het verloop van het inwonertal (bron: INSEE-tellingen).